# Arcade veineuse dorsale du pied
L'arcade veineuse dorsale du pied (ou arcade veineuse dorsale superficielle du pied) est une veine superficielle du membre inférieur située sur la face dorsale du pied. Elle participe à la constitution du réseau veineux dorsal du pied.

## Origine
L'arcade veineuse dorsale du pied est formée par l'anastomose entre les veines marginales latérale et médiale du pied. Par leur intermédiaire elle relie les veines petite saphène et grande saphène.  

## Trajet
L'arcade veineuse dorsale passe transversalement  au-dessus des métatarsiens à mi-chemin entre l'articulation de la cheville et les articulations métatarso-phalangiennes. 
Elle reçoit les veines digitales dorsales du pied et les veines métatarsiennes dorsales. 

## Aspect clinique
L'arcade veineuse dorsale est généralement assez facile à palper et à visualiser. 

## Images supplémentaires

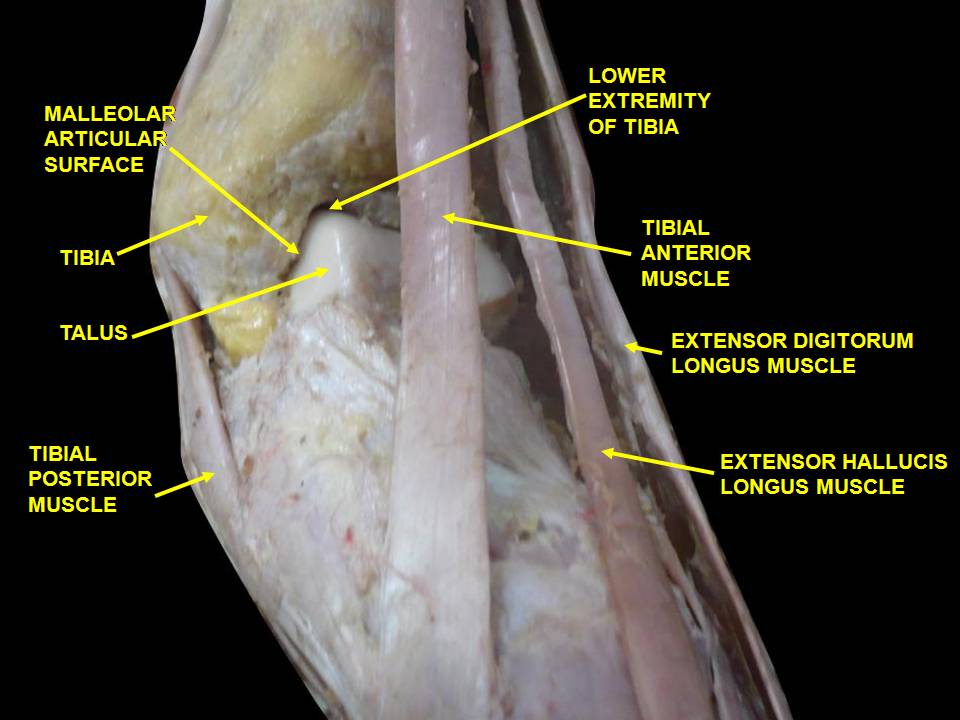
Dos du pied. Articulation de la cheville. Dissection profonde
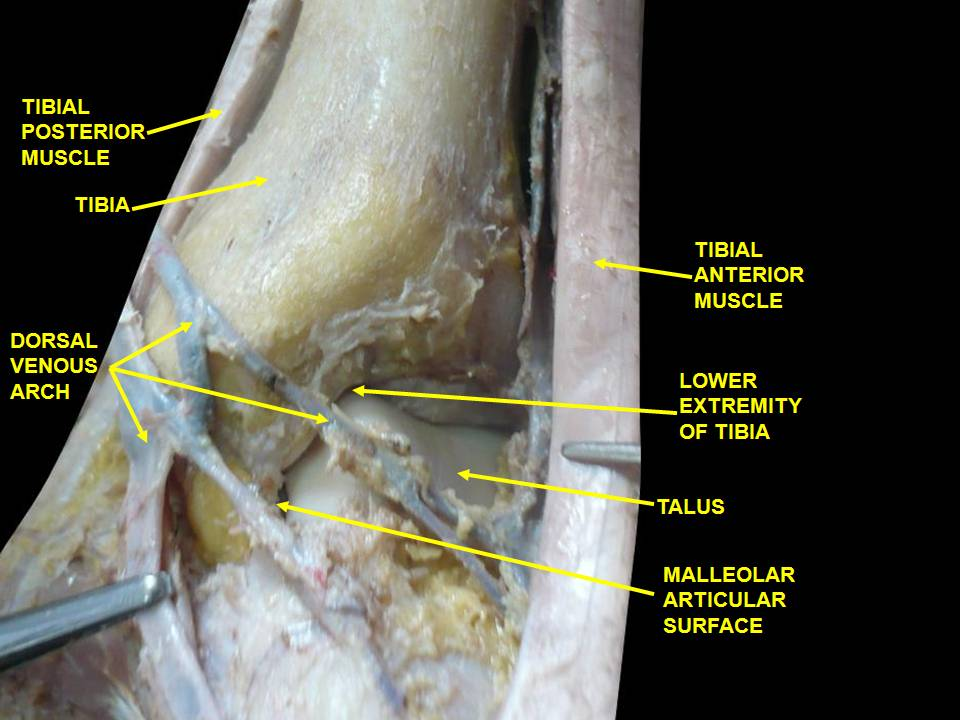
Dos du pied. Articulation de la cheville. Dissection profonde.